# Ancistrogobius squamiceps
Ancistrogobius squamiceps är en fiskart som beskrevs av Shibukawa, Yoshino och Allen 2010. Ancistrogobius squamiceps ingår i släktet Ancistrogobius och familjen smörbultsfiskar. Inga underarter finns listade i Catalogue of Life.